# Jean Clamens
Pour les articles homonymes, voir Clamens.
Jean Clamens est un maître verrier français né à Toulouse le 18 juillet 1850 et mort à Angers le 4 août 1918.

## Biographie
Il est né à Toulouse en 1850.
Il s'établit à Angers en 1878 et travaille avec l'atelier Barthe-Bordereau.
Dans les années 1880, il réalise une série de vitraux illustrant l'insurrection vendéenne.
Il réalise en 1895 des vitraux pour la Chapelle Saint-Louis du Champ des Martyrs à Avrillé (Maine-et-Loire)
Il meurt à Angers en 1918 et y est enterré au cimetière de l'Est